# Ashwagandha

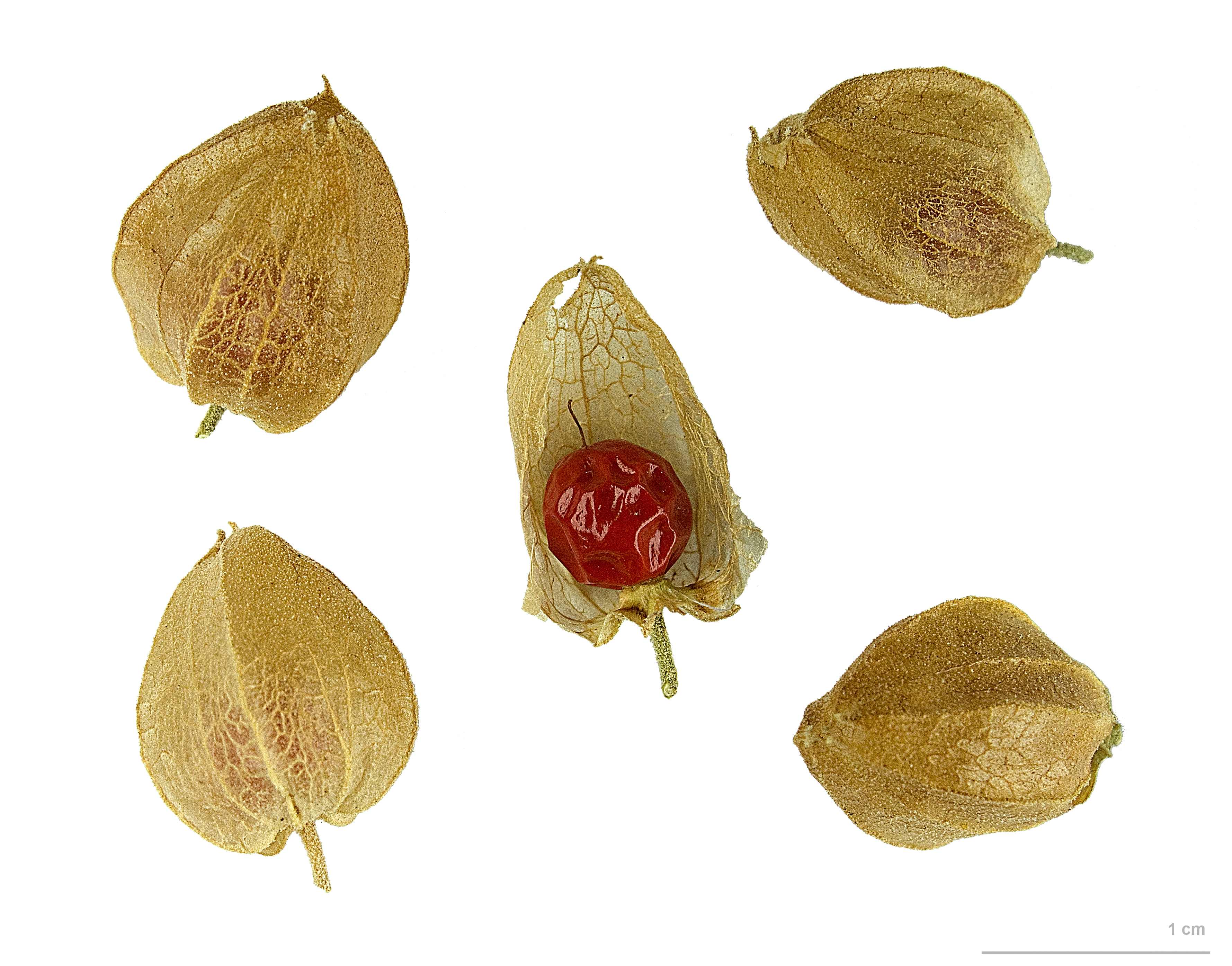
Withania somnifera. Muséum de Toulouse.

Withania somnifera
Espèce
Classification APG III (2009)
L'Ashwagandha (Withania somnifera) est une plante de la famille des Solanaceae.
Elle fait partie de la pharmacopée traditionnelle de l'ayurveda en Inde et connaît en Occident, à la faveur des réseaux sociaux, une certaine visibilité au début des années 2020 pour ses bienfaits supposés.
Quelques travaux suggèrent des effets bénéfiques avant tout sur l'anxiété et dans une moindre mesure sur les capacités cognitives, le traitement du diabète ou éventuellement l'endurance sportive. Son utilisation est cependant déconseillée chez un certain nombre d'individus (femmes enceintes, personnes souffrant d'un dérèglement de la thyroïde, de maladies auto-immunes et de cancer hormonosensible de la prostate),.

## Étymologie
Le nom vernaculaire Ashwagandha est une combinaison des mots sanskrits ashva (« cheval ») et gandha (« odeur »), en référence à la forte odeur de cheval qu'exhaleraient les racines de la plante. Ce nom pourrait faire référence à son odeur de terre ou encore à une ancienne croyance infondée selon laquelle elle confèrerait une force et une endurance semblables à celles du cheval, bien que les chercheurs soient divisés sur son origine exacte.
L'épithète spécifique somnifera signifie « induisant le sommeil ».

## Taxonomie
L'espèce Withania somnifera a été décrite par le naturaliste suédois Carl von Linné, puis reclassée en 1852 par le botaniste français Michel Félix Dunal.

## Répartition et habitat
Cette plante est originaire de l'Inde ; la surface cultivée pour l’Ashwagandha y représente environ 11 000 hectares, dont 4 000 dans les terres arides du Madhya Pradesh.
Elle pousse aussi à l'état sauvage dans des endroits arides du Pakistan et du Sri Lanka.
Au Yémen, l'Ashwagandha est nommée dans un dialecte arabe waraqat as-shifa' (ورقة الشفاء), traduit par « feuille de guérison ». Elle y a aussi longtemps servi de dentifrice naturel.

## Composition
- Les feuilles contiennent de nombreux withanolides (« Ces withanolides possèdent diverses propriétés pharmacologiques et constituent de potentiels candidats pour des remèdes à haute valeur »[11]), des acides aminés libres, des alcaloïdes, de l’acide chlorogénique, des glycosides, des tanins, des flavonoïdes[12].
- Acides aminés libres (incluant l’acide aspartique, la glycine, la tyrosine, l’alanine, la proline, le tryptophane, l’acide glutamique et la cystine).
- Withaférine A, pharmacologiquement validée quant à ses activités anti-tumorales, adaptogènes, anti-stress, anti-spasmodiques, immuno-modulatrices, neuroprotectrices, cardioprotectrices et anticancéreuses[13].
- Les baies contiennent des tannins, des flavonoïdes, des acides aminés libres incluant la proline, la valine, la tyrosine, l’alanine, la glycine, l’hydroxyproline, l’acide aspartique, l’acide glutamique, la cystéine et la cystine.

## Propriétés et utilisations
Certains composés de cette plante connue par la tradition indienne ayurvédique ont fait l'objet d'études afin de savoir s'ils pourraient être actifs dans le traitement : 
- de l’insomnie[14],[15],[16] ;
- du stress chronique[17], du stress[15], par le biais de son action au niveau des neurotransmetteurs (cortisol, sérotonine, GABA )[18] ;
- de l’anxiété[19],[20] ;
- de l’inflammation arthritique[21] ;
- des troubles respiratoires[22] ;
- des problèmes d'infertilité masculine[23] ;
- et des maladies neurodégénératives[24].

Il ressort de ces études que les effets bénéfiques prétendus de l’ashwagandha ne peuvent pas actuellement être démontrés et que des études supplémentaires conduites de façon plus rigoureuse et sur des cohortes portant sur un nombre plus élevé de patients sont nécessaires.
L’ashwagandha a également attiré l’attention du monde sportif en raison de ses effets supposés bénéfiques sur les performances athlétiques. En effet, certaines études ont laissé suggérer que la consommation d'ashwagandha pourrait avoir un impact positif sur l'endurance et pourrait permettre d'augmenter la masse musculaire, des effets parfois recherchés par certains sportifs pour augmenter plus facilement leur performance.

## Effets indésirables
W. somnifera peut provoquer des effets indésirables s'il est pris seul ou en association avec des médicaments sur ordonnance,,. Les effets secondaires les plus courants sont la diarrhée, les maux de tête, la sédation et les nausées,,. L'ashwagandha peut augmenter le taux de testostérone, ce qui pourrait interagir de manière indésirable avec les médicaments anticancéreux,,.
W. somnifera peut provoquer une hépatotoxicité, et son utilisation comme complément alimentaire a été associée à des lésions hépatiques d'origine végétale,, en particulier chez les personnes souffrant déjà d'une affection hépatique.
L'utilisation de W. somnifera n'est pas recommandée pendant la grossesse ou chez les personnes atteintes d'un cancer de la prostate hormono-sensible,.

## Avis sanitaires et protection des consommateurs
Face à la vogue de la consommation croissante des produits dérivés de l'ashwagandha dont les influenceuses et influenceurs vantent les mérites de façon inconsidérée sur les réseaux sociaux et sur le web, les associations de consommateurs européennes, comme Test-Achats en Belgique, attire l'attention du public sur les propriétés non-démontrées de l'ashwagandha et les publicités dithyrambiques faites par les fabricants de compléments alimentaires sans apporter la moindre preuve de leurs allégations. Les effets bénéfiques de l'ashwagandha sont loin d'être démontrés actuellement tandis que les doses de withanolides (groupe de stéroïdes à base d'un squellette d'ergostane) contenus dans les extraits de cette plante peuvent fortement varier d'un producteur à l'autre, et par conséquent la toxicité des produits vendus. Test-Achats signale les lacunes de la législation européennne qui  laisse le champ libre aux fabricants. En effet, plus de 1 500 allégations concernant des compléments alimentaires à base de plantes, dont l'ashwagandha, ont été mises en attente pendant 15 ans par l'Union européenne. Les autorités sanitaires néerlandaises et danoises ont déjà dû prendre des mesures afin de protéger les citoyens de leurs pays contre les effets indésirables, parfois nocifs pour la santé, de ces produits. L'Institut national néerlandais pour la santé publique et l'environnement (RIVM) déconseille l'usage de ces produits, de même que de boire du thé à base de cette plante. Au Danemark, l’utilisation de l’ashwagandha dans les compléments alimentaires a été interdite en raison des risques associés. L'agence nationale française de sécurité sanitaire et de l'alimentation (ANSES) et l'institut fédéral allemand d'évaluation des risques (BfR) ont récemment mis en garde contre les effets secondaires potentiels de l’ashwagandha et les nombreuses incertitudes qui entourent sa sécurité.
La pharmacopée française classe la racine de Withania somnifera dans la liste B des plantes médicinales utilisées traditionnellement en l'état ou sous forme de préparation et dont les effets indésirables potentiels sont supérieurs au bénéfice thérapeutique attendu,.
Test-Achats dénonce également le coût très élevé de ces compléments alimentaires non-réglementés et à l'efficacité incertaine.